# Деево (Свердловская область)
Деево — село в Алапаевском районе Свердловской области России. Входит в муниципальное образование Алапаевское. Центр Деевского территориального управления

## Географическое положение
Село расположено по обоим берегам реки Шакыш (левом притоке реки Реж), к северо-востоку от Екатеринбурга и в 30 километрах к югу от Алапаевска. В окрестностях села, в 5 километрах к северо-западу от села расположено озеро Молтаево. Возле села находится исток реки Шакыш.

## История
Поселение основано в 1639 году вольнослужащим Деевым из Архангельской губернии, направленным по указу Верхотурского воеводы Лукьяновича-Корсакова в числе прочих семей в Арамашевскую волость. Поначалу поселение носило название Вогульское, так как по прибытии Деева здесь было стойбище вогулов.
По переписи 1680 года в деревне проживало 8 семей: Михаила Деева (дети: Владимир, Еремей, Никита), Фёдора Кириловича Макеева, Саввы Михайловича Деева (дети: Григорий, Осип, Борис, Александр), Панфилия Фатеева (дети: Логин, Фёдор, Захар, Никита), Терентия Лукича Головова, Гаврилы Фатеева (сын Андрей), Ивана Андреевича Дунаева (сын Лазарь), Семёна Савина (дети: Савва, Лука, Дмитрий).
В начале XX века село Борисовское (Деево) Верхотурского уезда находилось в низменности, окружённой болотами, лишённую проточной воды вследствие устройства от истока Шакиша для мукомольных мельниц пяти плотин, задерживающих течение реки. Село первоначально было деревней, входившей в состав Аромашевского прихода. Поводом к образованию самостоятельного Борисовского прихода послужила недостаточная вместительность Аромашевского храма и неудобство сообщения в весеннее время для некоторых деревень. Для священнослужителей в 1902 году были построены два общественных деревянных дома.
К началу XX века население составляло чуть более 2000 человек. Основным занятием было земледелие. Некоторые жители занимались добычей железной руды для Алапаевских заводов. В это время в селении насчитывались 1 кожевенное заведение, 2 овчинных, 1 сливочное, 1 маслобойня и 10 кузниц. В 1918 году было образовано село Деево из деревень Вогульского и Борисова. В 1930 году был образован колхоз «Закалённый боец». Находился в числе передовых хозяйств области, участвовал во Всесоюзной сельскохозяйственной выставке. Являлся колхозом миллионером. Земельный фонд: 9027 га, из них пахотной земли — 3012 га, сенокосных угодий — 2143 га, пастбищ — 1066 га, лесов — 678 га.
Во время Великой Отечественной войны большая часть мужского трудоспособного населения полегла на фронтах, сражаясь за Родину.
В декабре 1966 года был организован совхоз «Деевский». В 1970—1980 годах совхоз «Деевский» имел высокие показатели в социалистическом соревновании, являлся передовым среди совхозов и колхозов Алапаевского района. Село строилось, молодёжь работала трактористами, водителями, доярками и свинарками. Молодые семьи получали благоустроенное жильё. Восьмилетняя школа из-за количества учащихся стала средней школой.
В настоящее время село испытывает сильный отток жителей в близлежащие города. Основной возрастной состав: пенсионеры.
Достопримечательностью села является ключ. От него берёт своё начало речка Шакиш. По книге «Режевские сокровища» над родником ещё в 1787 году была построена часовня, в 2002 году она за ветхостью была разобрана, а на её месте в 2003 году построена и освящена новая.

## Школа
В 1879 году в селе было открыто начальное смешанное училище, в 1912 году была построена земская школа.

## Александро-Невская церковь
В 1870 году в деревне была построена каменная православная церковь Александра Невского, которая была освящена 11 июня 1880 года. Церковь была закрыта в 1930-е годы. Одноэтажный каменный храм в селе, названный в честь святого благоверного Великого князя Александра Невского, в 1892 году во время грозы значительно пострадал, а в 1893 году был восстановлен. В состав прихода входили деревни Деева в 16 верстах, Подосенина в 1,5 верстах, Андреева в 1,5 верстах, Раскатиха в 3 верстах и Малая Раскатиха в 4 верстах. В 1902 году прихожан было 1612 душ мужского пола и 1761 душа женского пола. В приходе есть две деревянные часовни: в деревне Деевой, в честь Преображения Господня, устроенная в 1787 году на роднике и в деревне Андреевой в честь Рождества Пресвятой Богородицы, устроенная в 1833 году.

## Инфраструктура
В селе имеется музей. Работают клуб, библиотека, школа, детский сад, фельдшерский пункт, почта и несколько магазинов. До села можно добраться на автобусе из города Алапаевска.

## Население
| 2002 | 2010 |
| ---- | ---- |
| 906  | ↗938 |